# Zbyszko Siemaszko

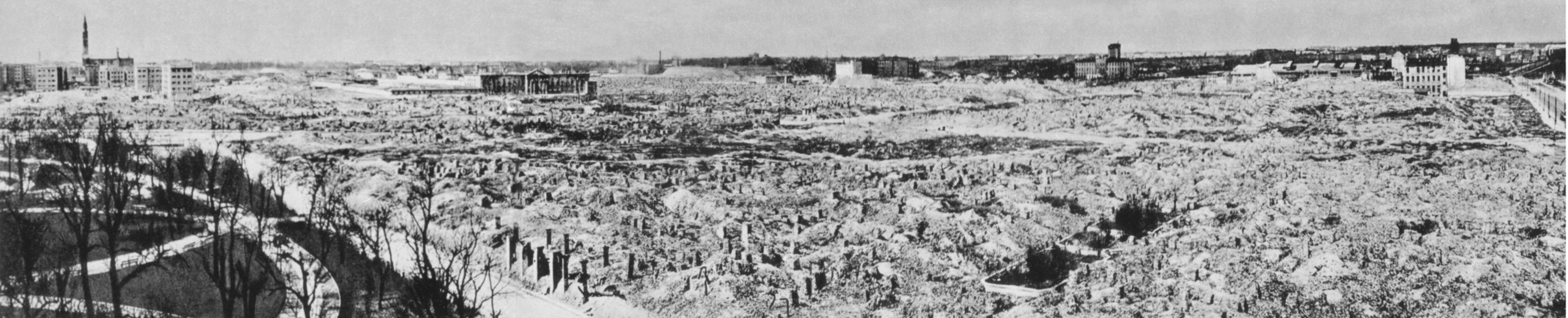
Jedno z bardziej znanych zdjęć Zbyszka Siemaszki – ruiny warszawskiego getta (ok. 1950)

Zbyszko Siemaszko (ur. 30 sierpnia 1925 w Wilnie, zm. 4 marca 2015 w Zalesiu Górnym) – artysta fotografik, autor fotografii Warszawy.

## Życiorys
Rodzice Leonard oraz Tatiana prowadzili zakład i sklep fotograficzny. Pod okiem ojca wcześnie zaczął fotografować, m.in. Józefa Piłsudskiego.
Wraz ze starszymi braćmi Leonardem i Henrykiem żołnierz 3 Wileńskiej Brygady Armii Krajowej (ps. Swojak). Dokumentował codzienne życie partyzantów. Podczas jednej z akcji w 1944 został dwukrotnie ciężko ranny w głowę, wzięty do niemieckiej niewoli i przekazany Gestapo. Odbity z więziennego szpitala. W drugiej połowie 1944 pracował jako fotograf w sowieckiej jednostce wojskowej. Zimą 1945 wyjechał do Polski: najpierw do Bydgoszczy, później Katowic (1946–1948), gdzie pracował jako fotoreporter tygodnika „Odra”. 
W 1948 zdał maturę i wyjechał do Warszawy. Absolwent Szkoły Głównej Planowania i Statystyki. Od 1950 prowadził pracownię dokumentacji fotograficznej w Społecznym Przedsiębiorstwie Budowlanym w Warszawie, gdzie wykonał dokumentację fotograficzną odbudowanych zabytków stolicy. Od 1951 na analogicznym stanowisku w Państwowym Przedsiębiorstwie Budowlanym Konserwacja Architektury Monumentalnej. Prowadził również zakład fotograficzny przy ul. Grójeckiej 40.
W 1953–1961 fotoreporter tygodnika „Stolica”, a następnie tygodnika „Perspektywy”. W 1990, wraz z likwidacją czasopisma, przeszedł na emeryturę.
Autor licznych wystaw i kilku albumów. Dysponował wysokiej jakości sprzętem, który wykorzystywał m.in. do fotografowania warszawskich budynków i ulic, często z nietypowych punktów (m.in. dachów domów, z samolotów i helikopterów). Z samolotu wykonał także fotografie ponad 300 polskich miast.
Od 1951 członek Związku Polskich Artystów Fotografików (legitymacja nr 127), od 1956 Stowarzyszenia Dziennikarzy Polskich. Należał także do Związku Bojowników o Wolność i Demokrację. 
Został pochowany na cmentarzu komunalnym w Piasecznie. 
Duży zbiór jego fotografii znajduje się w zasobach Narodowego Archiwum Cyfrowego.

## Życie prywatne

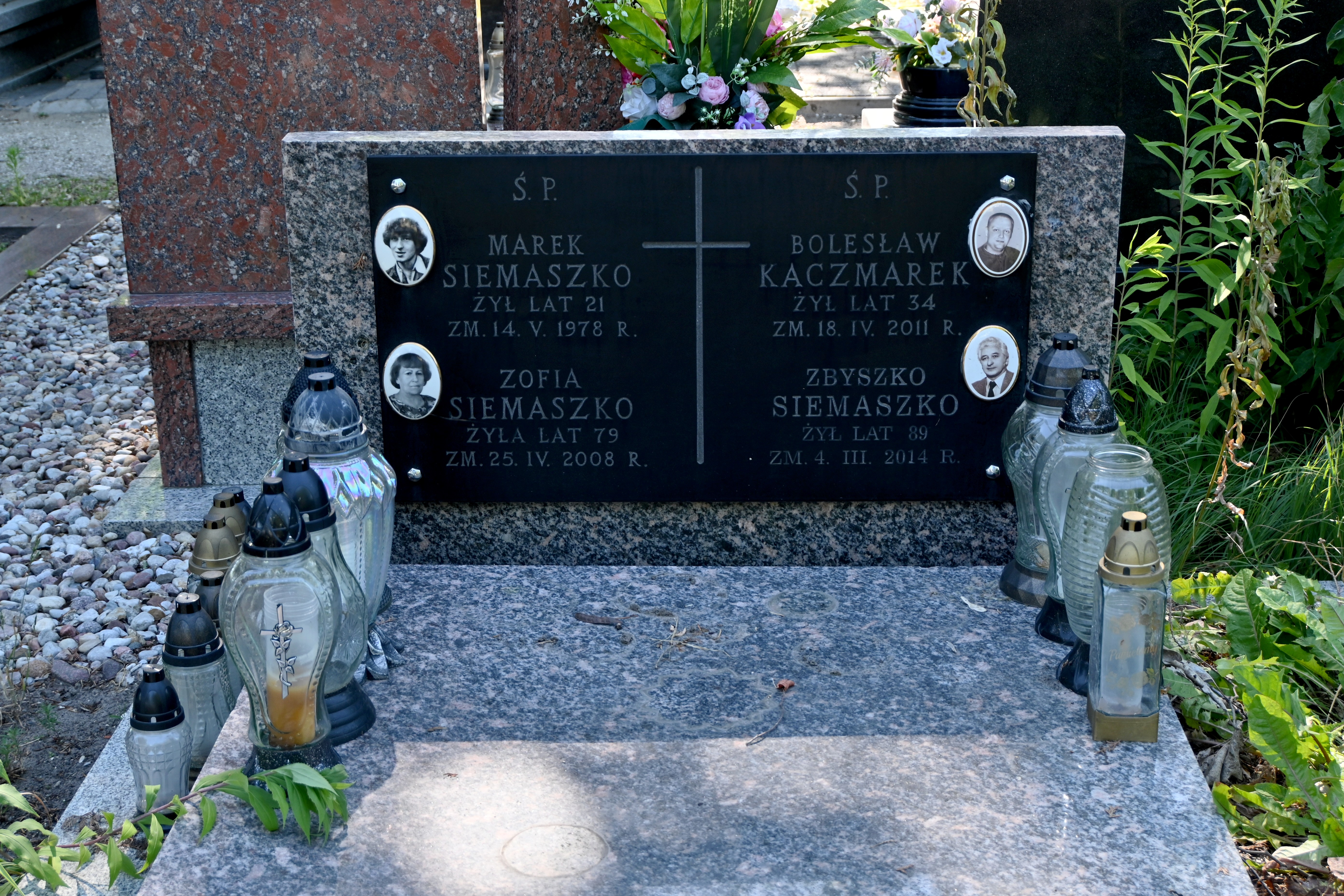
Grób Zbyszka Siemaszki na cmentarzu komunalnym w Piasecznie

Z fotografią byli związani również jego starsi bracia, a także jego syn i wnuk.

## Odznaczenia i wyróżnienia
- Krzyż Walecznych
- Krzyż Partyzancki
- Krzyż Armii Krajowej
- Złota Odznaka Odbudowy Warszawy (1954)
- Złota Odznaka honorowa „Za Zasługi dla Warszawy” (1965)
- Nagroda Miasta Stołecznego Warszawy za zasługi w dziedzinie fotografii (1974, 1988)

## Wybrane publikacje
- Zbyszko Siemaszko: Warszawa. Stanisław Ryszard Dobrowolski (wstęp), Tadeusz Kur (opr.). Warszawa: Sport i Turystyka, 1964. Brak numerów stron w książce
- Zbyszko Siemaszko: Polska z lotu ptaka. W. Kunicki (tekst), Krzysztof Lenk (opr. graf.). Warszawa: Krajowa Agencja Wydawnicza RSW "Prasa, Książka, Ruch", 1974. Brak numerów stron w książce
- Zbyszko Siemaszko: Spojrzenia na Warszawę. Dobrosław Kobielski (scenariusz i tekst). Krajowa Agencja Wydawnicza, 1987. ISBN 83-03-02045-5. Brak numerów stron w książce
- Zbyszko Siemaszko: Warszawa = Warsaw. Adam Bajcar (tekst). Warszawa: Sport i Turystyka, Muza, 1999. ISBN 83-7200-489-7. Brak numerów stron w książce